# Limnozetes ciliatus
Limnozetes ciliatus är en kvalsterart som först beskrevs av Schrank 1803.  Limnozetes ciliatus ingår i släktet Limnozetes och familjen Limnozetidae. Inga underarter finns listade i Catalogue of Life.